# Ардила, Альфредо
Альфредо Ардила (4 сентября 1946 года—9 января, 2021) — колумбийский и американский нейропсихолог.

## Биография
Ардила выучился на психолога в Национальном университете Колумбии и получил докторскую степень по нейропсихологии в Московском государственном университете имени М. В. Ломоносова, где работал с Александром Лурией. Ардила публиковал работы по когнитивным и поведенческим наукам, особенно по нейропсихологии.
Ардила в разное время являлся президентом Латиноамериканской ассоциации нейропсихологии, Латиноамериканского общества нейропсихологии, Латиноамериканского нейропсихологического общества и членом Совета управляющих Международного нейропсихологического общества.
Он получил несколько академических наград, в том числе Национальную премию психологии (Колумбия, 1980), Награду Алехандро Анхеля Эскобара в категории Наука (Колумбия, 1997), премию Консорциума клинической нейропсихологии по латиноамериканской нейробиологии (Испания, 2012) и Почётную премию Выготского (Португалия, 2016).
Работал профессором кафедры коммуникационных наук и расстройств Флоридского международного университета (Майами). Он также является почётным профессором Школы медицины Чилийского университета, почётным членом Школы медицины Университета Антьокии и приглашённым профессором кафедры психологии МГУ.
Автор более 200 статей в научных рецензируемых журналах и более 20 книг.

## Книги
- Ardila, A. (1979). Psicofisiologia de los Procesos Complejos. Mexico: Editorial Trillas.
- Ardila, A. & Moreno, C. (1979). Aspectos Biológicos de la Memoria y el Aprendizaje. Mexico: Editorial Trillas.
- Ardila, A. (ed) (1980). Psicología de la Percepción. Mexico: Editorial Trillas.
- Ardila, A. (1983). Psicobiología del Lenguaje. Mexico: Editorial Trillas.
- Ardila, A. (1984). Neurolingüística: Mecanismos cerebrales de la actividad verbal. Mexico: Editorial Trillas.
- Ardila, A., & Ostrosky, F. (eds) (1984). The Right Hemisphere: Neurology and Neuropsychology. London: Gordon and Breach Science Publishers
- Ardila, A., & Rosselli, M. (1986). La Vejez: Neuropsicología del Fenómeno del Envejecimiento. Medellín: Prensa Creativa.
- Ostrosky, F., & Ardila, A. (1986). Hemisferio Derecho y Conducta. Mexico: Editorial Trillas.
- Ardila, A., & Ostrosky, F. (eds) (1988). Lenguaje Oral y Escrito. México: Editorial Trillas.
- Ardila, A., & Ostrosky, F. (eds) (1989). Brain Organization of Language and Cognitive Processes. New York: Plenum Press.
- Ardila, A., & Ostrosky, F. (1991). El Diagnóstico del Daño Cerebral: Un Enfoque. Mexico: Editorial Trillas.
- Ardila, A., Rosselli, M., & Puente, A. (1994). Neuropsychological evaluation of the Spanish speaker. New York: Plenum Press
- Ostrosky Solis, F., & Ardila, A. (1994). Cerebro y lenguaje: Perspectivas en la organización cerebral del lenguaje y de los procesos cognoscitivos. Mexico: Editorial Trillas.
- Benson, D.F. & Ardila, A. (1996). Aphasia: A Clinical Perspective. New York: Oxford University Press
- Ostrosky, F., Ardila, A., & Dochy, R. (1996). Rehabilitación neuropsicológica. Mexico: Ariel Planeta.
- Rosselli, M., Ardila, A., Pineda, D. & Lopera, F. (1997). Neuropsicología Infantil. Medellín: Editoria Prensa Creativa.
- Arango, J.C., Fernández Guinea, S., & Ardila, A. (Eds). (2003). Las demencias: aspectos clínicos, neuropsicológicos y tratamiento. Mexico: Editorial Manual Moderno
- Ardila, A., Rosselli, M., & Matute, E. (2005). Neuropsicología de los trastornos del aprendizaje. Mexico: Manual Moderno, Universidad de Guadalajara-UNAM
- Ardila, A. (2005). Las afasias. Guadalajara: University of Guadalajara (Mexico)
- Perea, M.V., & Ardila, A. (2005). Síndromes neuropsicológicos. Salamanca: Ediciones Amarú
- Uzzell, B., Pontón, M. & Ardila A. (Eds). (2007). International Handbook of Cross-Cultural Neuropsychology. Mahwah, NJ: Lawrence Erlbaum Associates]
- Ardila, A. & Ramos, E. (eds). (2007). Speech and language disorders in bilinguals. New York: Nova Science Publishers
- Ardila, A. & Rosselli, M. (2007) Neuropsicología Clínica. Mexico, D.F.: Editorial Manual Moderno.
- Rosselli, M., Matute, E. & Ardila, A. (2010) Neuropsicología del Desarrollo Infantil. Mexico: Manual Moderno
- Tirapu Ustárroz, J., García-Molina, A., Ríos Lago, M. & Ardila, A. (2012). Neuropsicología de la corteza prefrontal y las funciones ejecutivas. Barcelona: Editorial Viguera.
- Ardila, A. & Ostrosky-Solis, F. (2012). Guia para el Diagnóstico Neuropsicológico. Miami, FL; Florida International University.
- Ardila, A. (2014) Aphasia Handbook . Miami, FL: Florida International University
- Ardila, A., Arocho-Llantín, J.L., Labos, E. & Rodriguez- Irizarry, W. (2015). Diccionario de Neuropsicología.
- Kotik-Friedgut, B. S., Ardila, A. (2014). Cultural-historical theory and cultural neuropsychology today. In Yasnitsky, A., Van der Veer, P., Ferrari, M. (Eds), Cambridge handbook of cultural-historical psychology (pp. 378—400). Cambridge, UK: Cambridge University press.